# فهرست نخست‌وزیران چکسلواکی
فهرست نخست‌وزیران چکسلواکی (چکی: Předseda vlády Československa) حاوی اسامی روسای حکومت چکسلواکی، از زمان ایجاد نخستین جمهوری چکسلواکی در سال ۱۹۱۸ تا تجزیه چکسلواکی در سال ۱۹۹۲ است. در دوره‌هایی که پست فهرست رئیس‌جمهورهای چکسلواکی خالی بود، برخی وظایف ریاست جمهوری توسط نخست‌وزیران چکسلواکی انجام می‌شد.
از سال ۲۰۲۳ تنها یک نخست‌وزیر سابق زنده چکسلواکی وجود دارد: ماریان چالفا

## نخست‌وزیران چکسلواکی (۱۹۱۸–۱۹۹۲)
- Czechoslovak National Social Party (ČSNS)
- حزب کمونیست چکسلواکی (KSČ)
- Civic Forum (OF)
- کنشگر سیاسی مستقل

| No. | تصویر             | نام (زاده-درگذشت)             | قومیت   | ترم             | ترم             | ترم             | وابستگی سیاسی        |
| No. | تصویر             | نام (زاده-درگذشت)             | قومیت   | از              | تا              | مدت             | وابستگی سیاسی        |
| --- | ----------------- | ----------------------------- | ------- | --------------- | --------------- | --------------- | -------------------- |
| نخستین جمهوری چکسلواکی(۱۹۱۸–۱۹۳۸) |                   |                               |         |                 |                 |                 |                      |
| ۱ | کارل کرامار       | کارل کرامار (۱۹۳۷–۱۸۶۰)       | مردم چک | ۱۴ نوامبر ۱۹۱۸  | ۸ ژوئیه ۱۹۱۹    | ۲۳۶ روز         | ČsND                 |
| ۲ | ولاستیمیل توسار   | ولاستیمیل توسار (۱۹۲۴–۱۸۸۰)   | مردم چک | ۸ ژوئیه ۱۹۱۹    | ۱۵ سپتامبر ۱۹۲۰ | ۱ سال، ۶۹ روز   | Social Democratic    |
| ۳ | یان چرنی          | یان چرنی (۱۹۵۹–۱۸۷۴)          | مردم چک | ۱۵ سپتامبر ۱۹۲۰ | ۲۶ سپتامبر ۱۹۲۱ | ۱ سال، ۱۱ روز   | مستقل                |
| ۴ | ادوارد بنش        | ادوارد بنش (۱۹۴۸–۱۸۸۴)        | مردم چک | ۲۶ سپتامبر ۱۹۲۱ | ۷ اکتبر ۱۹۲۲    | ۱ سال، ۱۱ روز   | مستقل                |
| ۵ | آنتونین شوهلا     | آنتونین شوهلا (۱۹۳۳–۱۸۷۳)     | مردم چک | ۷ اکتبر ۱۹۲۲    | ۱۸ مارس ۱۹۲۶    | ۳ سال، ۱۶۲ روز  | RSZML Pětka          |
| (۳) | یان چرنی          | یان چرنی (۱۹۵۹–۱۸۷۴)          | مردم چک | ۱۸ مارس ۱۹۲۶    | ۱۲ اکتبر ۱۹۲۶   | ۲۰۸ روز         | مستقل                |
| (۵) | آنتونین شوهلا     | آنتونین شوهلا (۱۹۳۳–۱۸۷۳)     | مردم چک | ۱۲ اکتبر ۱۹۲۶   | ۱ فوریه ۱۹۲۹    | ۲ سال، ۱۱۲ روز  | RSZML Pětka          |
| ۶ | فرانتیشک آدرزال   | فرانتیشک آدرزال (۱۹۳۸–۱۸۶۶)   | مردم چک | ۱ فوریه ۱۹۲۹    | ۲۴ اکتبر ۱۹۳۲   | ۳ سال، ۲۶۶ روز  | RSZML                |
| ۷ | یان مالیپتر       | یان مالیپتر (۱۹۴۷–۱۸۷۳)       | مردم چک | ۲۴ اکتبر ۱۹۳۲   | ۵ نوامبر ۱۹۳۵   | ۳ سال، ۱۲ روز   | RSZML                |
| ۸ | میلان هودزا       | میلان هودزا (۱۹۴۴–۱۸۷۸)       | اسلواکی | ۵ نوامبر ۱۹۳۵   | ۲۲ سپتامبر ۱۹۳۸ | ۲ سال، ۳۲۱ روز  | RSZML                |
| ۹ | یان سایرووی       | یان سایرووی (۱۹۷۰–۱۸۸۸)       | مردم چک | ۲۲ سپتامبر ۱۹۳۸ | ۳۰ سپتامبر ۱۹۳۸ | ۸ روز           | مستقل                |
| دومین جمهوری چکسلواکی(۱۹۳۸–۱۹۳۹) |                   |                               |         |                 |                 |                 |                      |
| ۹ | یان سایرووی       | یان سایرووی (۱۹۷۰–۱۸۸۸)       | مردم چک | ۳۰ سپتامبر ۱۹۳۸ | ۱ دسامبر ۱۹۳۸   | ۶۲ روز          | مستقل                |
| ۱۰ | رودلف بران        | رودلف بران (۱۹۵۴–۱۸۸۷)        | مردم چک | ۱ دسامبر ۱۹۳۸   | ۱۵ مارس ۱۹۳۹    | ۱۰۴ روز         | SNJ                  |
| اشغال چکسلواکی(۱۹۳۹–۱۹۴۵) امیل هاخا became State President of the بوهم و موراویا, a de jure autonomous region incorporated into آلمان نازی. ادوارد بنش proclaimed himself President within the Czechoslovak government-in-exile, recognized as the only legitimate Czechoslovak Government during جنگ جهانی دوم. یوزف تیسو became President of the quasi-independent, pro-نازیسم and فاشیسم روحانیون جمهوری اسلواکی (۱۹۳۹-۱۹۴۵). Avgustyn Voloshyn became President of the Carpatho-Ukraine few days before occupation by the پادشاهی مجارستان (۱۹۲۰–۱۹۴۶). |                   |                               |         |                 |                 |                 |                      |
| اشغال چکسلواکی(۱۹۴۰–۱۹۴۵) |                   |                               |         |                 |                 |                 |                      |
| – | یان سرامیک        | یان سرامیک (۱۹۵۶–۱۸۷۰)        | مردم چک | ۲۱ ژوئیه ۱۹۴۰   | ۵ آوریل ۱۹۴۵    | ۴ سال، ۲۵۸ روز  | Christian Democratic |
| سومین جمهوری چکسلواکی(۱۹۴۵–۱۹۴۸) |                   |                               |         |                 |                 |                 |                      |
| ۱۱ | زدنیک فیرلینگر    | زدنیک فیرلینگر (۱۹۷۶–۱۸۹۱)    | مردم چک | ۵ آوریل ۱۹۴۵    | ۲ ژوئیه ۱۹۴۶    | ۱ سال، ۸۸ روز   | Social Democratic    |
| ۱۲ | کلمنت گوتوالد     | کلمنت گوتوالد (۱۹۵۳–۱۸۹۶)     | مردم چک | ۲ ژوئیه ۱۹۴۶    | ۱۵ ژوئن ۱۹۴۸    | ۱ سال، ۳۴۹ روز  | KSČ                  |
| دوران کمونیست(۱۹۴۸–۱۹۸۹) Official names: Czechoslovak Republic (۱۹۴۸–۱۹۶۰), جمهوری سوسیالیستی چکسلواکی (۱۹۶۰–۱۹۸۹) |                   |                               |         |                 |                 |                 |                      |
| ۱۳ | آنتونین زاپوتوسکی | آنتونین زاپوتوسکی (۱۹۵۷–۱۸۸۴) | مردم چک | ۱۵ ژوئن ۱۹۴۸    | ۱۴ مارس ۱۹۵۳    | ۴ سال، ۲۷۲ روز  | KSČ                  |
| ۱۴ | ویلیام شیروکی     | ویلیام شیروکی (۱۹۷۱–۱۹۰۲)     | اسلواکی | ۱۴ مارس ۱۹۵۳    | ۲۰ سپتامبر ۱۹۶۳ | ۱۰ سال، ۱۹۰ روز | KSČ                  |
| ۱۵ | جوزف لنارت        | جوزف لنارت (۲۰۰۴–۱۹۲۳)        | اسلواکی | ۲۰ سپتامبر ۱۹۶۳ | ۸ آوریل ۱۹۶۸    | ۴ سال، ۲۰۱ روز  | KSČ                  |
| ۱۶ | اولریچ سرنیک      | اولریچ سرنیک (۱۹۹۴–۱۹۲۱)      | مردم چک | ۸ آوریل ۱۹۶۸    | ۲۸ ژانویه ۱۹۷۰  | ۱ سال، ۲۹۵ روز  | KSČ                  |
| ۱۷ | لوبومیر استروگال  | لوبومیر استروگال (۲۰۲۳–۱۹۲۴)  | مردم چک | ۲۸ ژانویه ۱۹۷۰  | ۱۲ اکتبر ۱۹۸۸   | ۱۸ سال، ۲۵۸ روز | KSČ                  |
| ۱۸ | لادیسلاو آدامک    | لادیسلاو آدامک (۲۰۰۷–۱۹۲۶)    | مردم چک | ۱۲ اکتبر ۱۹۸۸   | ۷ دسامبر ۱۹۸۹   | ۱ سال، ۵۶ روز   | KSČ                  |
| دوران پس از کمونیست(1989–1992) Official names: Czechoslovak Socialist Republic (1989–1990), Czech and Slovak Federative Republic (1990–1992) |                   |                               |         |                 |                 |                 |                      |
| ۱۹ | ماریان چالفا      | ماریان چالفا (زادهٔ ۱۹۴۶)      | اسلواکی | ۷ دسامبر ۱۹۸۹   | ۲ ژوئیه ۱۹۹۲    | ۲ سال، ۲۰۸ روز  | KSČ VPN ODÚ          |
| ۲۰ | یان استراسکی      | یان استراسکی (۲۰۱۹–۱۹۴۰)      | مردم چک | ۲ ژوئیه ۱۹۹۲    | ۳۱ دسامبر ۱۹۹۲  | ۱۸۲ روز         | Civic Democratic     |